# Hellcat Records
Hellcat Records es una discográfica de Los Ángeles, California, EE. UU. Forma parte de Epitaph Records, el inicio de Hellcat surgió de un acuerdo entre Brett Gurewitz de Bad Religion y Tim Armstrong de Rancid, este último es el dueño y responsable de contratar nuevos grupos.
Hellcat está especializada en grupos de ska, punk, Oi!, psychobilly y hardcore. Give 'Em the Boot, un recopilatorio de Hellcat que también incluye canciones de otros grupos independientes, se publica cada año desde 1997, con la excepción de la tercera entrega que se publicó tres años después de la segunda.

## Películas
En el 2005 se publicó Give 'Em the Boot DVD, en el que aparecía material de varios grupos de Hellcat en directo.
El 15 de enero de 2006 se publica Live Freaky! Die Freaky!, una película de larga duración producida por Tim Armstrong y dirigida por John Roecker, filmada usando marionetas.

## Grupos

### Grupos actuales
Grupos que están actualmente en Hellcat.
- Civet
- The Aggrolites
- Dropkick Murphys
- The Heart Attacks
- HorrorPops
- Lars Frederiksen and the Bastards
- Left Alone
- Mercy Killers
- Nekromantix
- Orange
- Rancid
- Static Thought
- The Slackers
- Tiger Army
- Time Again
- The Unseen
- Westbound Train
- Skye Sweetnam
- The Interrupters

### Grupos desaparecidos
Grupos que acabaron sus carreras en Hellcat.
- Choking Victim
- Hepcat
- Joe Strummer and the Mescaleros
- The Nerve Agents
- U.S. Roughnecks

### Grupos antiguos
Grupos que han firmado por otras discográficas o han sido despedidos
- Dave Hillyard and the Rocksteady Seven
- The Distillers
- F-Minus
- The Gadjits
- King Django
- Leftover Crack
- Mouthwash
- The Pietasters
- Roger Miret and the Disasters
- The Transplants
- Union 13
- U.S. Bombs